# 橫渡迪納河
橫渡迪納河（也被稱為里加戰役）是大北方戰爭一場重要事件，發生於1701年7月19日的里加（位於今日拉脫維亞境內）。當時瑞典國王卡爾十二世率軍緊追波蘭立陶宛聯邦國王兼薩克森選帝侯奧古斯特二世。瑞軍最終輕易橫渡，而聯軍則是迅速崩潰與敗逃。

## 序幕
在大北方戰爭第一年的戰鬥中，卡爾十二世已率瑞軍兩度重挫其對手。1700年7月，他在胡姆萊貝克短暫登陸後，強迫丹麥國王弗雷德里克四世退出反瑞聯盟。接著他又率軍援救被圍的納爾瓦（當時隸屬瑞典帝國），在11月底抵達後，他在納爾瓦戰役中以寡擊眾，成功地擊敗了俄軍，導致從而結束當年的俄羅斯戰役。卡爾十二世接著將注意力轉向南方的波蘭立陶宛聯邦，以在入俄前擊敗他最後一個對手：奧古斯特二世。薩克森與俄羅斯的聯軍總共有兩萬九千人之眾，他們在亞當·海因里希·馮·施泰諾率領下固守600公尺之寬的迪納河。 

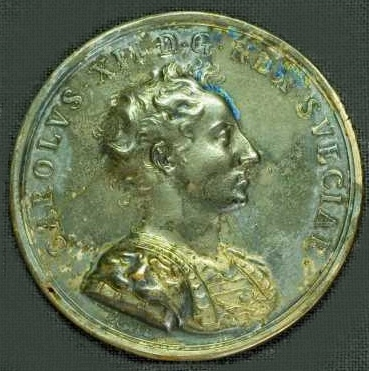
卡爾勳章

瑞典國王卡爾十二世對利沃尼亞總督埃里克·達爾堡下令，要在瑞軍主力抵達前進行渡河的準備。達爾堡被命令要取得200艘左右不同大小的登陸艇，而且還被要求去建造一座橋樑，以便讓騎兵渡河。為確保能奇襲敵軍，瑞王也要求這次的軍事行動務必嚴格保密。一萬四千名瑞軍於7月17日抵達里加，當時發起進攻的準備均已完成。然而，惡劣的天氣打亂了瑞典立刻進攻的計畫，奇襲敵軍的行動因而被延後。瑞軍留下一隻瑞典騎兵來威脅科肯胡森，有效地迫使施泰諾分兵，導致後者率大部留守里加。
聯軍最初是由薩克森將軍奧托·阿諾德·馮·帕庫爾及庫爾蘭的費迪南德·凱特勒指揮，他們都認為這將是會場輕鬆的勝利。出於自信，他們認為在數量上、掌握的據點、要塞以及薩軍的士氣，均優於瑞軍。在戰役打響前，凱特勒還聲稱：「即便瑞典有三十萬大軍，也難以在渡河這件事上有任何進展」。薩軍雖被用以確保只會有少數的瑞軍登陸，並在瑞軍大部登陸前發起全面攻勢，以期能擊退對方並俘虜瑞典國王（因為聯軍這邊認為他會和先頭部隊一同登陸），但他們卻被部署在離灘頭有一段距離的地方。

## 戰役過程

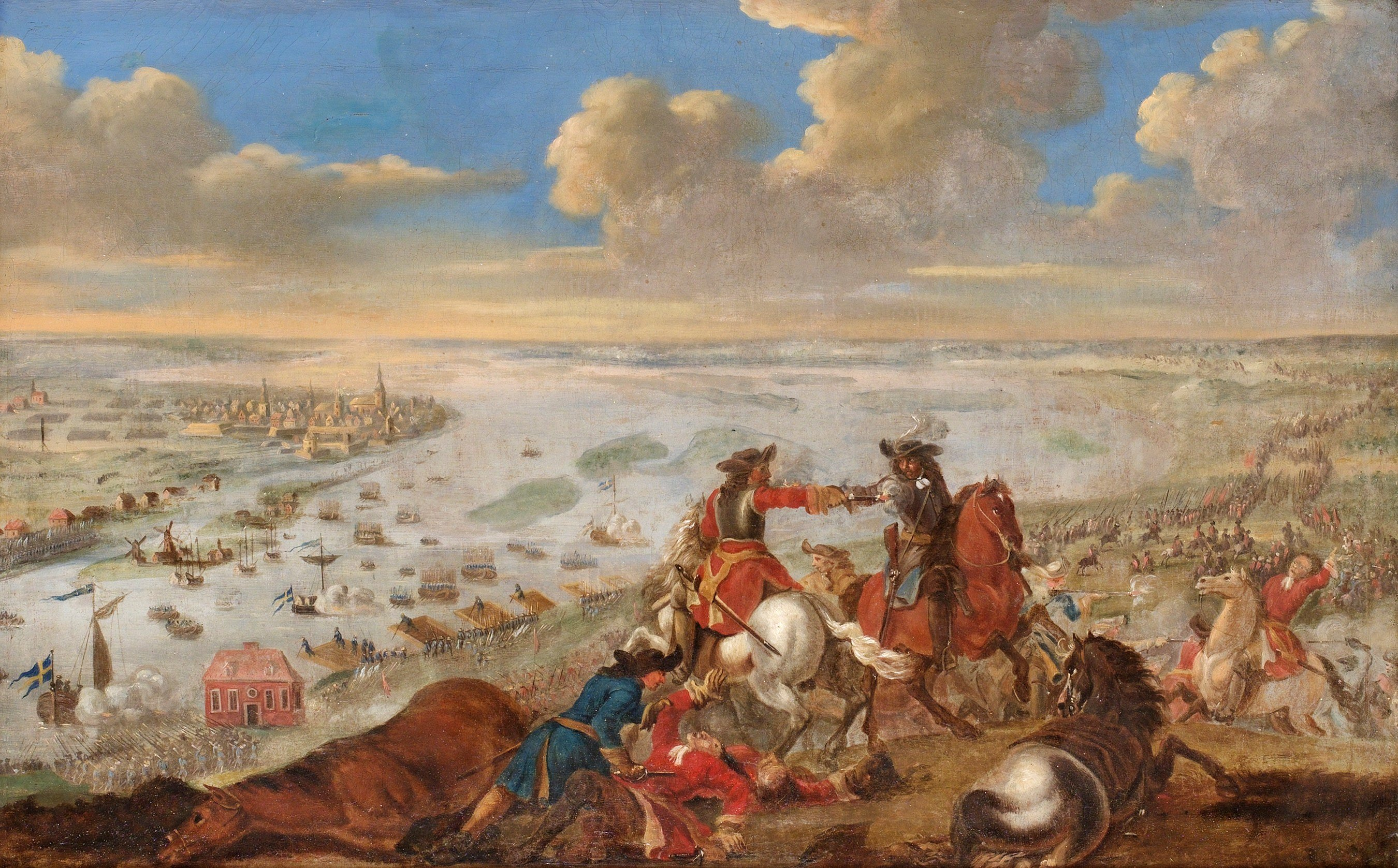
《卡爾十二世橫渡迪納河》

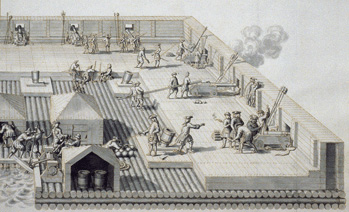
瑞典浮動砲台組，與在橫渡時使用的類似

7月18日晚間，略多於六千名瑞軍步兵及535名騎兵開始悄悄地乘上登陸艇（約195艘各大小船隻，其中包含4艘浮動砲台組，各含10門火砲，以及一艘有16門火砲的護衛艦）。位於里加的瑞軍砲兵也在同日炮轟對岸聯軍的防禦工事，並持續到了當晚與進行登陸作戰之時。所有部隊登船後，瑞軍首先將許多小船點火並置入河中，以產生煙霧來迷惑聯軍:687；接著瑞軍於19日凌晨四點時發起進攻。
當瑞軍的登陸艇行至半途的福森霍爾姆島（Fossenholm）時（該島大大地阻礙了他們的視線），聯軍發現了他們並向他們開火。瑞典的四艘浮動砲台組也立刻還擊，一個半小時後瑞軍抵達了灘頭，並立刻與岸上薩軍偵察巡邏隊交戰。在瑞軍約3000人上岸時，薩軍集結3500人襲擊了他們。然而瑞軍卻是由國王親自率領，因此他們不可能撤退，後來也擊退了敵方。瑞軍接著突襲並攻佔了附近的加拉斯（Garras）堡壘，該堡壘位於海岸線200步之處，為瑞軍提供了良好的立足點，並掩護了正在建造的浮橋。
經過了短暫的僵持後，薩軍將領奧托·阿諾德·馮·帕庫爾對瑞軍發起了第二波進攻，意圖在更多瑞典援軍抵達前，全力擊敗他們，但他們這次的進攻又如同上次一樣遭到擊退。與此同時，另一名薩軍將領亞當·海因里希·馮·施泰諾率領大批援軍返回科肯胡森，並取得了指揮權。他下令向瑞軍陣地發起第三波進攻，此時瑞軍幾乎所有人都已完成登陸。由於瑞軍左翼被河流所掩護，施泰諾集結了騎兵向較無防備的瑞軍右翼進攻。進攻一開始成功取得部分進展，但在後方瑞軍騎兵的持續反攻下，又再次被擊敗。
當天早上七點，薩軍指揮官海因里希·馮·施泰諾和他屬下的將領召開了戰爭委員會，並決定從戰鬥中撤走。他們又對瑞軍發起一波攻勢，以掩護聯軍撤退。然而惡劣的天氣讓瑞軍無法完成最終的渡橋建造，使得瑞軍騎兵無法完全渡河，而讓奧古斯特二世率軍溜走。瑞軍在渡河的過程中戰死了100人，同時有400人負傷，而聯軍則有超過1,300名傷亡，另外還被俘虜700人。36門火砲及4面旗幟也被瑞軍擄獲。

## 後續發展

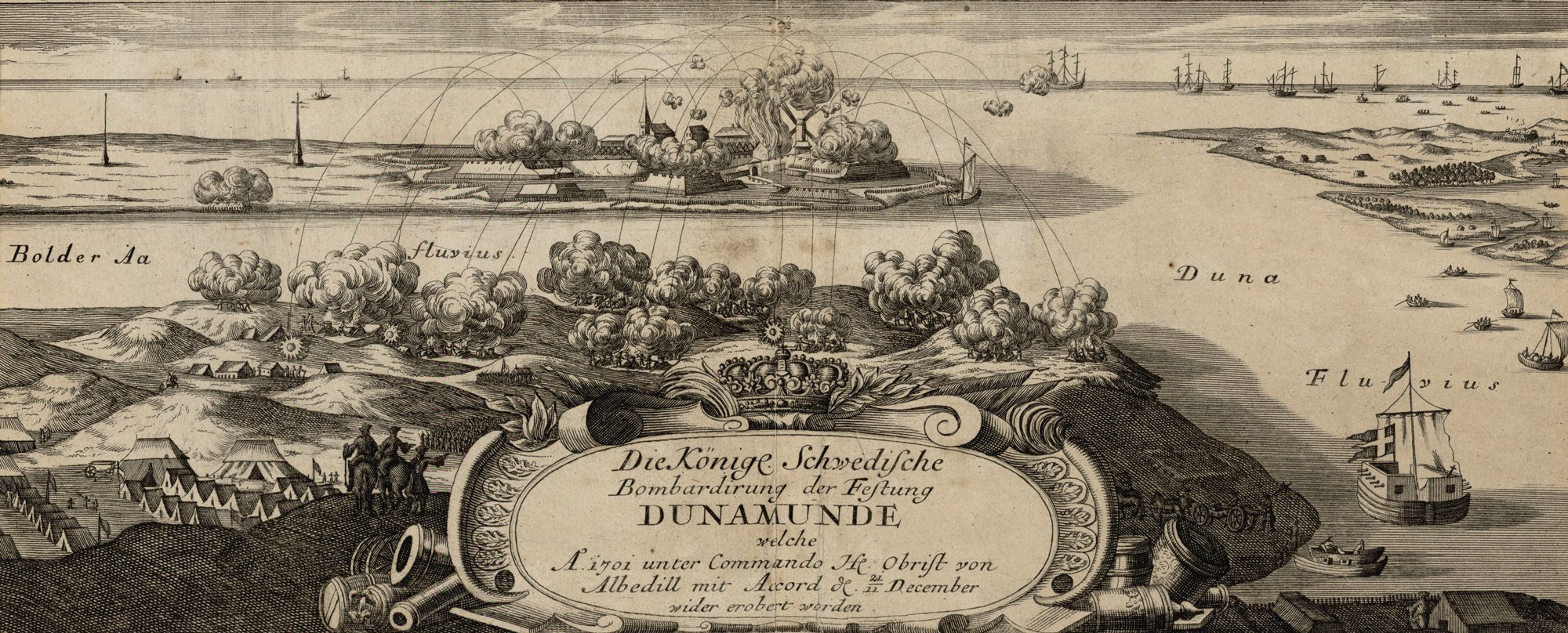
1701年，瑞軍砲轟迪南蒙德

戰鬥後卡爾國王包圍並攻佔了米陶，從那裏奪取了八千支鳥銃及九千支手槍。接著又突襲了400名俄軍駐守的科布朗（Cobron）要塞，在要塞被屠殺後，俄軍僅二十人生還。隨後卡爾國王又包圍了迪南蒙德（Dünamunde），並在作戰中開始騷擾最初有兩萬人之眾撤退中的敵軍。安尼基塔·伊萬諾維奇·列普寧率領強大的一萬名俄軍，在幾未參與主要戰鬥下便撤回俄國。薩軍撤退到中立的普魯士，導致整個庫爾蘭地區門戶大開，從而讓卡爾國王抓機會並攻佔了科肯胡森。
在橫渡的準備過程中，瑞王卡爾十二世下令建造第一座橋以用來跨越道加瓦河，該橋是由繩索和船隻錨定和相互連接而成。瑞軍勝利後，這座城市留下該橋的結構。1705年，已在維札克薩拉斯灣中過冬的橋，最終在春季涨水时被沖走了。隨後雖重建了浮橋，但後來在1710年的里加圍城戰中再次被俄軍摧毀。
瑞軍在戰役期間使用了裝載大砲的小型駁船，從而結合了陸海兩軍的力量，並加上使用煙霧作為欺瞞，最終取得了這場驚人的勝利，瑞軍計畫的執行既嚴謹又貫徹。

## 來源

### 傳記
- Olle Larsson, Stormaktens sista krig (2009) Lund, Historiska Media. ISBN 978-91-85873-59-3
- Ericson, Lars m fl: Svenska Slagfält, Wahlström & Widstrand 2003, ISBN 91-46-20225-0
- Peter Ullgren, Det stora nordiska kriget 1700-1721 (2008) Stockholm, Prisma. ISBN 978-91-518-5107-5
- Ericson, Sjöslag och rysshärjningar (2011) Stockholm, Norstedts. ISBN 978-91-1-303042-5
- Anders Fryxell, Berättelser ur svenska historien, Volym 21–22 (1861)
- Gary Dean Peterson, Warrior Kings of Sweden: The Rise of an Empire in the Sixteenth and Seventeenth Centuries (2007). McFarland.
- Ulf Sundberg, Sveriges krig 1630-1814 (2010) Svenskt Militärhistoriskt Bibliotek.
- Kuvaja, Christer, Krigen kring Östersjön - Karolinska krigare 1660-1721, Schildts Förlags AB, Helsingfors 2008
- Alex, Svensson, Karl XII som fältherre, Svenskt Militärhistoriskt Bibliotek, Stockholm 2001

56°59′N 24°04′E / 56.983°N 24.067°E